# أنور الشحات أنور
الشيخ أنور الشحات أنور هو من أحد أبرز القراء المعتمدين في الإذاعة والتلفزيون المصري. نشأ في قرية كفر الوزير بمركز ميت غمر، وحفظ القرآن الكريم وهو في الرابعة عشرة من عمره على يد والده الذي حرص على تحفيظ جميع أفراد العائلة القرآن الكريم. حصل على الإجازة في اللغة العربية ثم درجة الدكتوراه في اللغة. له العديد من المشاركات الدولية في المسابقات العالمية لحفظ وترتيل القرآن الكريم، حيث حاز المركز الأول في مسابقة الملك فيصل الدولية للقرآن الكريم متفوقا على جميع المتسابقين. ويسافر الشيخ أنور الشحات سنوياً إلى مختلف العواصم الإسلامية والغربية ليرتل بصوته القرآن الكريم على مسامع الآلاف من المحبين لقراءته.

## حياته
ولد أنور الشحات في (29 مايو عام 1978) بكفر الوزير وكان الطفل الصغير أنور «وش السعد» على والده الذي اعتمد قارئا بالإذاعة المصرية في عام 1979 بعد مرور ثلاث سنوات على اختباره. وحفظ القران الكريم في سن مبكرة على يد والده القارئ الشيخ الشحات محمد أنور والذي يعد من أبرز قراء جيل الوسط وصاحب مدرس فريدة في دولة تلاوة القرآن الكريم ثم التحق بالازهر الشريف لينهل من علومه ومعارفه فحصل على ليسانس اللغة العربية من جامعة الأزهر وحصل على درجة الماجستير.

## شهرته
لم يتأثر الشيخ أنور بأحد إلا بوالده حيث بدأ يقرأ في الاحتفالات المختلفة امتاز بصوت جميل، ولعل أول احتكاكه بالجمهور كان في عام 1994 أثناء الاحتفال التي كانت تقيمه الدولة بمناسبة المولد النبوى في حضور الرئيس الأسبق محمد حسنى مبارك، وأقيم الحفل في الإسكندرية، ليعلن عن نجم جديد وموهبة رائعة ولدت في لتضاف لباقى النجوم القرآنية في دولة التلاوة، بعدها بدأ الشيخ أنور الشحات يستعد لكي يحصل على نصيبه ومكانه في هذا العالم الملئ بالإعلام فبدأ يخرج الشيخ أنور ويُدعا في الحفلات والمآتم ليقدم بأسلوب راقي آيات القرآن الكريم ويصور معانيه من خلال تلاوته القرآنية تطبيقـًا لنصيحة والده بأن يتحسس الآيات التي يرتلها حتى تصل إلي المستمع فما خرج من القلب يصل إلي القلب. ولقب بـ«كروان الفجر» و «عميد القراء» و «الإمبراطور»، بـ«الشاب العجوز» لأنه نافس كبار القراء، ولم يقف الشيخ أنور عند حدود المحلية ولكنه وقبل التحاقه بالإذاعة ونظرا لموهبته وبفضل الله عليه ثم شهرة والده فقد سافر إلى دول عديد لإحياء ليالي رمضان والمناسبات المختلفة منها إيران ولبنان والكويت والعراق والإمارات والمغرب والجزائر وعمان وفرنسا ولندن وجزر المالديف وباكستان وأمريكا والمملكة المتحدة وجنوب افريقيا وغيرها من الدول. .

## التحاقه بالإذاعة المصرية
وعندما حان وقت انطلاق صوته عبر الاثير، قرر الشيخ أنور التقدم بطلب للاختبار امام لجنة القراء الموحدة باتحاد الإذاعة والتليفزيون ليكون قارئا معتمدا بالإذاعة والتليفزيون عام 2004 ليستكمل مسيرة والده. وبعد اجتياز الشيخ أنور للاختبارات، قررت اللجنة اعتماده قارئا بعدها بدأ يقوم بتسجيل التسجيلات المطلوبة وكلما تم عرض تسجيله على اللجان أجازته، إلى أن انتهى من هذه التسجيلات، وقررت اللجنة صلاحية أنور الشحات للقراءة على الهواء مباشرة لينطلق صوته مغردا بآيات الذكر في أول فجر له على الهواء عام 2008. ومن يومها والإذاعة تستعين به قارئا في شعائر صلاة الفجر والاحتفالات المختلفة التي تذيعها على الهواء وتستعين به اذاعة القران الكريم قارئا في أمسياتها التي تجوب كافة قرى ونجوع مصر.